# Skelosophusa prolixa
Skelosophusa prolixa is een krabbensoort uit de familie van de Potamonautidae. De wetenschappelijke naam van de soort is voor het eerst geldig gepubliceerd in 1994 door Ng & Takeda.